# Segelkameradschaft „Das Wappen von Bremen“
Die Segelkameradschaft „Das Wappen von Bremen“ e. V. (SKWB) wurde 1934 gegründet und ist mit weltweit rund 700 Mitgliedern einer der größten Bremer Segelvereine. Benannt wurde der Verein nach dem Konvoischiff Wappen von Bremen.
Die Segelkameradschaft verfügt neben Jollen für die Jugend auch über drei große Yachten, die den Mitgliedern zur Verfügung stehen. Mit ihren Reisen haben die Mitglieder viele Preise des Hochseesegelsports gewonnen. Die Schiffe der SKWB haben über 30 Mal den Atlantik überquert, den Pazifik zweimal bezwungen und mehrmals Kap Hoorn umrundet. Die Segelkameradschaft selbst vergibt jedes Jahr Preise für besondere seglerische Leistungen. So werden der „Goldene Kompass“, der „Silberne Globus“, der „Tanja-Pokal“ und der „Franz-Perlia-Seefahrtspreis der Jugend“ in einem festlichen Akt bei dem Hochseeseglerabend im Bremer Rathaus vergeben.

## Geschichte
Sinkende Mitgliederzahlen nach dem Ersten Weltkrieg brachten den Kaiserlichen Yachtclub, heute Kieler Yacht-Club genannt, dazu, sich neue Mitglieder und Stützpunkte außerhalb Kiels aufzubauen. So entstanden in Hamburg, Potsdam, Lübeck neue Abteilungen und in Bremen die Weser-Abteilung des Yacht-Clubs mit einer Yachtschule.
1934 erfolgte aufgrund Unzufriedenheit mit dem Programm der Yachtschule und der Unsicherheit um den Fortbestand des Kaiserlichen Yachtclub die Gründung der Yachtschule mit dem Namen Das Wappen von Bremen, sie wurde als Verein mit dem Namen Segelkameradschaft „Das Wappen von Bremen“ (SKWB) registriert. Vom Kaiserlichen Yachtclub wurden mehrere Jollen sowie die Schiffe  Onkel Hannes und Bille III übernommen. Bille III wurde in Das Wappen von Bremen umbenannt.
Besondere Reisen der SKWB
- 1936 gewinnt der „Roland von Bremen I“ das Transatlantik-Rennen Ozean-Wettfahrt Bermuda-Cuxhaven 1936[3]
- 1973 erreicht die „Wappen von Bremen II“  unversehrt Grönland
- 1976 umrundet die Crew der „Wappen von Bremen II“ Spitzbergen
- 1985 erreicht die „Roland von Bremen IV“ die Koordinaten 81 Grad 22,5 Nord und 11 Grad 48' Ost (nach eigenen Angaben Eintrag ins Guinness Buch der Rekorde[3])
- 1989/1990 Teilnahme am Whitbread Round the World Race mit der „Schlüssel von Bremen“
- 1996/1997 Teilnahme an der Hongkong Challenge-Regatta mit der „Bank von Bremen“
- 1998/1999 Sonne und Eis – die Reise brachte viele Preise und Ehrungen ein
- 2002/2003 Atlantik-Rund – mit der Teilnahme an der DaimlerChrysler North Atlantic Challenge
- 2004 erreicht die „Wappen von Bremen III“ die Koordinaten 81 Grad 25,27' Nord (nach eigenen Angaben Eintrag ins Guinness Buch der Rekorde[3]) – mit an Bord Henning Scherf[4]
- 2006/2007 Atlantik-Rund – mit der Teilnahme an dem HSH Nordbank blue race
- 2009 Teilnahme an der Hochseeregatta „SKWB Round Iceland Race“ zum 75-jährigen Jubiläum der SKWB gegen die Norddeutsche Vermögen Hamburg.
- 2010/2011 Nordatlantik Rund – Eine weitere Rundreise im mittleren und nördlichen Atlantik.
- 2016 Einmal Rio und zurück – Seereise zum Abschluss der Olympischen Spiele 2016 in Rio de Janeiro.
- 2023 Teilnahme am Fastnet Race mit der Löwe von Bremen
- 2025 Teilnahme am Fastnet Race mit Löwe von Bremen und Schlüssel von Bremen

## Yachten

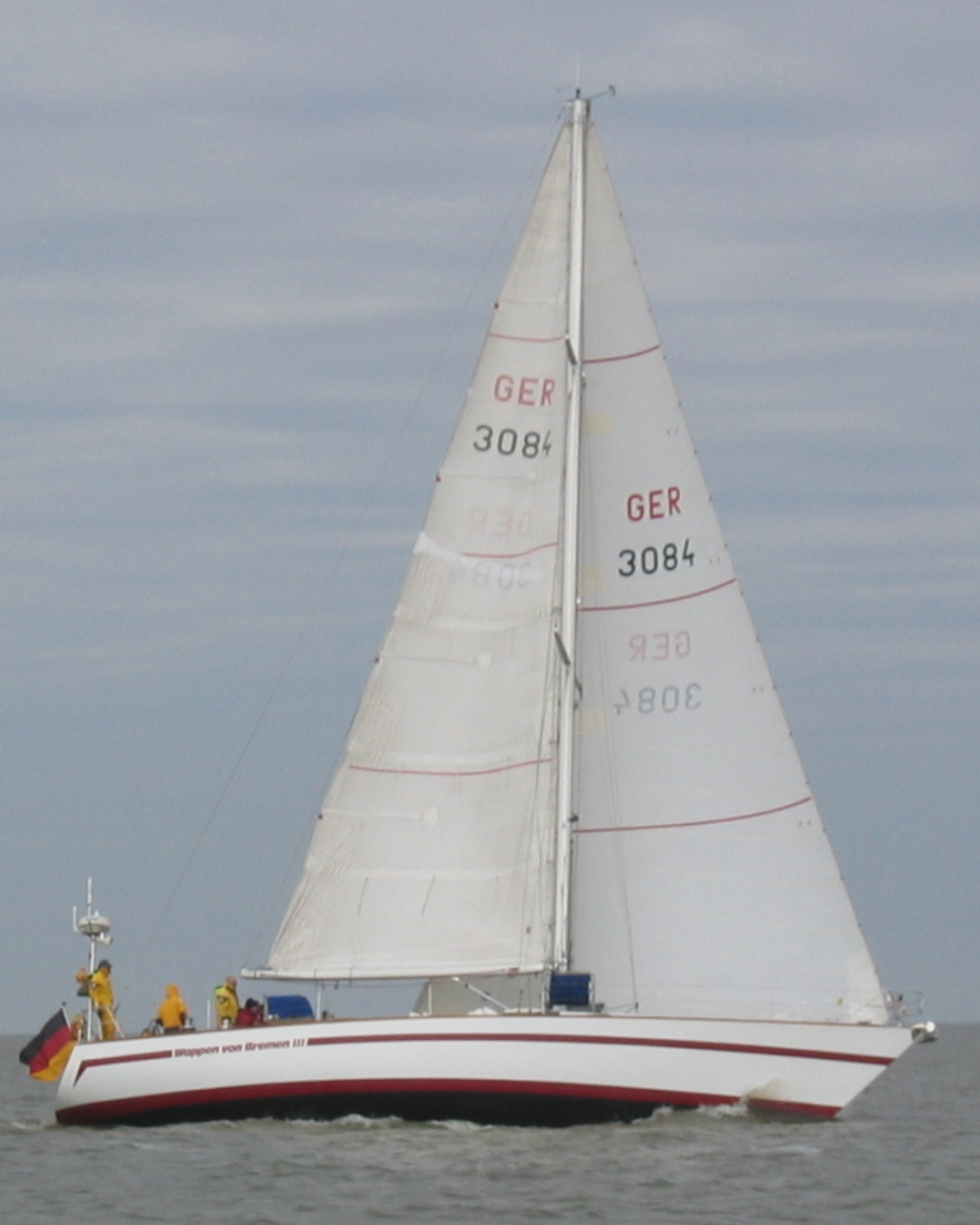
Wappen von Bremen III

Die Segelkameradschaft verfügt über drei Hochseeyachten:
- Wappen von Bremen, GER 7372
- Löwe von Bremen, GER 7265
- Schlüssel von Bremen, GER 8666

Die Wappen von Bremen wurde 2015/16 gebaut und 2016 im Europahafen Bremen getauft.

## Reviere
Die Hochseeyachten werden in der Nord- und Ostsee und auf allen Weltmeeren gesegelt.
Die Regattayachten der Jugend segeln auf Wochenendfahrten, auf Langfahrten und Regatten in Bereichen Nord- und Ostsee.

## Jugend und Ausbildung
Die Jugendabteilung verfügt über den Jugendyacht Löwe von Bremen, einer Sun Fast 3600.